# Skrino (sit SPA)
Skrino este o arie protejată (arie de protecție specială avifaunistică — SPA) din Bulgaria întinsă pe o suprafață de 2.494,71 ha, integral pe uscat.

## Localizare
Centrul sitului Skrino este situat la coordonatele 42°12′58″N 22°57′25″E / 42.216111°N 22.956944°E.

## Înființare
Situl Skrino a fost declarat sit de importanță comunitară în martie 2007.